# Abu
Abu (japonsky 阿武火山群, Abu kazangun) je komplex přibližně čtyřiceti štítových sopek nacházející se v jihozápadní části největšího japonského ostrova Honšú (v prefektuře Jamaguči) při pobřeží Japonského moře. Komplex se rozkládá na ploše přibližně 400 km2 a je tvořen převážně čedičem a dacitem. Vznik vulkanického komplexu Abu se datuje na konec pliocénu až začátek pleistocénu. Po přibližně 800 000 let trvající přestávce zde pokračovala aktivita až do začátku holocénu. Poslední erupce byla pomocí termoluminiscence datována do doby před 8 800 lety. Nejvyšším bodem komplexu je 641 m vysoký vrchol lávového dómu Irao-jama.